# Capra Nigora

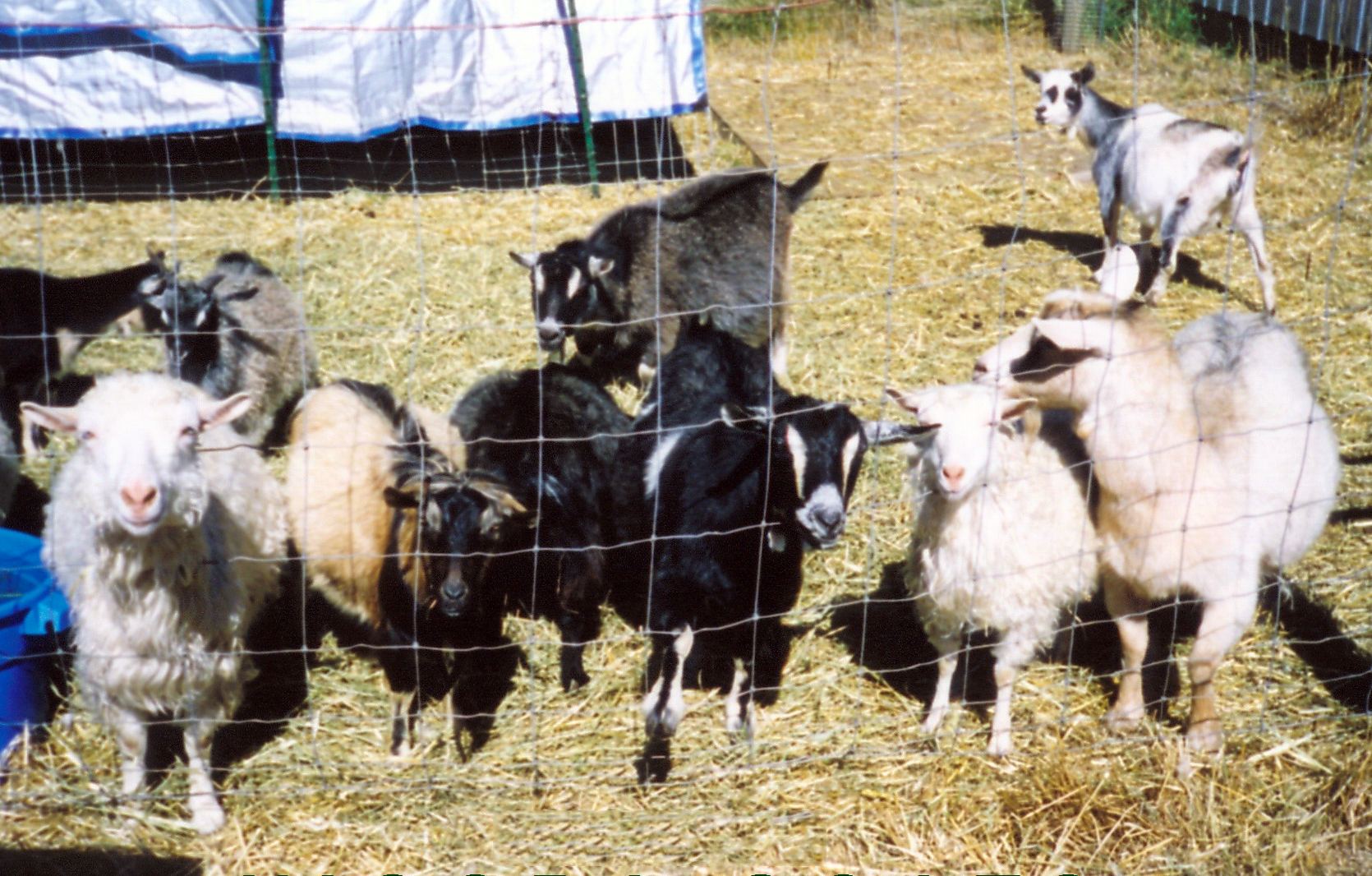

La nigora è una razza di capra derivante dall'incrocio di una capra d'Angora con una capra nana nigeriana.
La capra d'Angora progenitrice può essere sia bianca che colorata; la prima generazione di cuccioli nati dall'incrocio viene chiamata  "F1" e, anche se tecnicamente si tratta di un ibrido, è la forma più pura di nigora, detta "nigora standard"; le nigora con linee di sangue prevalentemente Angora sono dette "nigora pesanti", a causa della loro lana più pesante e della loro stazza maggiore, mentre le nigora con prevalenza di nana nigeriana sono dette "nigora leggere".
Il temperamento è mite e giocoso, il che rende queste capre ottime anche come animali da compagnia.
La stazza è medio-piccola, dall'aspetto grazioso e dalla costituzione rettangolare del corpo; la faccia dovrebbe essere preferibilmente allungata, mentre occhi ed orecchie possono essere di qualsiasi colore e forma (purché simmetrici fra loro).
Il vello può avere ogni colore, disegno e sfumatura; le corna sono sempre presenti, ma si tende a rimuoverle in tenera età; ogni tratto dell'animale dev'essere riconducibile a uno dei due progenitori: tratti simili ad altre razze comportano la squalifica.
Come per la capra pygora, sono presenti tre tipi di lana: tipo A, simile al mohair, tipo C, simile al cashmere, tipo B, intermedio fra i due, che è caratteristico di questa razza.